# Francisco Rosas Balcázar
Francisco de Paula Rosas Balcázar (Sayán, Perú, 2 de abril de 1827 - Océano Atlántico, 10 de marzo de 1899) fue un médico, diplomático y político peruano. Miembro del Partido Civil, fue Ministro de Gobierno de 1872 a 1874 (gobierno de Manuel Pardo) y alcalde de Lima en 1875. Senador de la República en varios períodos, presidió su cámara en 1876-1877, 1879, 1886-1887, 1889, 1891 y 1893. Fue además rector de la Universidad de San Marcos de 1891 a 1895.

## Biografía
Hijo de Francisco Rosas Echenique y Melchora Balcázar. Estudió en el Colegio Nacional Nuestra Señora de Guadalupe, para pasar luego al Colegio de la Independencia (actual Facultad de Medicina de San Fernando), del que fue vicerrector en 1850. Se graduó de doctor en 1851 e inició el ejercicio de su profesión en el Hospital de San Andrés, en 1853.
Secundó la fundación de la Sociedad de Medicina en 1855 y se convirtió en habitual colaborador de la Gaceta Médica de Lima, órgano de la misma. Colaboró en la reforma de los estudios de medicina empezada por Cayetano Heredia en 1856, y asumió la cátedra de Fisiología general y humana. Sucesivamente fue nombrado Cirujano Mayor del Colegio Naval-Militar, miembro honorario del Colegio de Abogados y administrador provisional de las rentas de la Universidad Nacional Mayor de San Marcos (1863-1867).
En 1855 fue uno de los 81 socios fundadores del Club Nacional en Lima y años después asumió como su Presidente durante los periodos 1866-1870.
Su carrera política empezó en 1871, cuando participó de la reunión de ciudadanos que decidieron la fundación del Partido Civil, el mismo que lanzó como candidato a la presidencia de la República a Manuel Pardo y Lavalle. Triunfante este, formó parte del gabinete ministerial en el despacho de Gobierno, Policía y Obras Públicas, el 2 de agosto de 1872. Se convirtió en el “hombre fuerte” de dicho gobierno, encargado del orden público. Refrendó el decreto que dispuso la reorganización de la policía, que quedó dividida en policía urbana, guardia civil y gendarmería (31 de diciembre de 1873).
Asimismo, tuvo que enfrentar incidentes graves, como los sucesos de Chinchao, en donde fueron asesinados los coroneles Mariano Herencia Zevallos y Domingo Gamio. Estos personajes, apresados por conspiradores en Arequipa, eran trasladados hacia un puesto cerca de la frontera con Brasil, cuando, al parecer, intentaron huir en el camino, por lo que los guardias que los custodiaban les dispararon. La población creyó, sin embargo, que habían sido asesinados por orden del gobierno.
Otro suceso lamentable fue el incidente de Ocatara, en el que unos trabajadores chilenos del ferrocarril central cometieron una serie de fechorías en un campamento, pero en vez de ser puestos a manos de la justicia peruana, fueron embarcados de regreso a su país. Rosas fue interpelado agriamente en el Congreso, respondiendo con duras expresiones hacia el principal de sus detractores, el diputado Federico Luna, por lo que fue obligado a retirar sus palabras. Dos días después fue aceptada su renuncia al ministerio (26 de agosto de 1874). Se dijo que el mismo presidente Pardo censuró su conducta.
En 1875 fue elegido alcalde de Lima. En junio de ese mismo año fue enviado a Europa junto con Emilio Althaus Dartnell, con la misión de negociar la venta de 1.900.000 de toneladas métricas de guano. Después de grandes esfuerzos, firmaron el 31 de octubre un contrato de venta con la Sociedad General de París, pero el gobierno peruano no lo aprobó.
En 1876 fue elegido senador por Áncash y presidió su cámara durante las legislaturas de 1876-1877 y 1879. Gobernaba entonces el general Mariano Ignacio Prado.
Tras el estallido de la  Guerra del Pacífico, viajó nuevamente a Europa con el encargo de negociar la enorme deuda externa del Perú y restablecer el crédito, pero sus gestiones se vieron suspendidas a raíz del golpe de Estado de Nicolás de Piérola, a fines de 1879. Reanudó esas gestiones en 1881, autorizado por el gobierno de Francisco García Calderón Landa, pero la situación adversa del país no le permitió lograr resultados favorables.

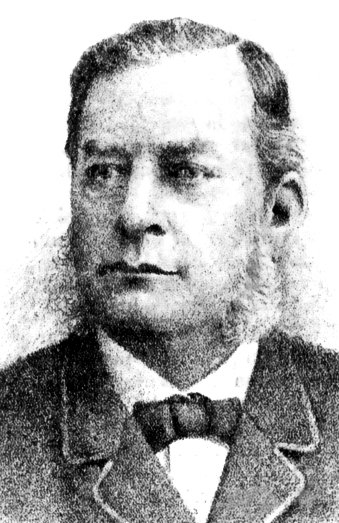
Francisco Rosas, según grabado de Evaristo San Cristóval. Revista El Perú Ilustrado.

En 1882 el gobierno de Lizardo Montero lo nombró ministro plenipotenciario en Francia e Inglaterra, y como tal ofició de agente financiero, allanando el camino para la normalización de la economía peruana, destruida por la guerra.
De retorno al Perú, fue reelegido como senador por Áncash en 1886, presidiendo su cámara en las legislaturas de 1886-1887 y 1889. Fue delegado del Perú ante el Congreso Sanitario Americano reunido en Lima en 1888 y cuya presidencia ejerció.
En 1890 el Partido Civil apoyó su candidatura a la presidencia de la República, en las elecciones en las que resultó finalmente triunfador el coronel Remigio Morales Bermúdez. Elegido nuevamente senador, presidió su cámara en 1889 y en 1892.
Fue rector de la Universidad de San Marcos (1891-1895) y decano de la Facultad de Medicina (1896-1899). Durante su administración en el decanato se instalaron los laboratorios de química y bacteriología.
En 1896 pasó a ser ministro plenipotenciario en Brasil y Argentina. Se hallaba cumpliendo esta misión, cuando repentinamente enfermó y tuvo que emprender viaje a Europa para someterse a tratamiento médico. Pero falleció a bordo del buque en que se trasladaba, en pleno Océano Atlántico.

## Descendencia
Casado con Mercedes de la Puente y del Risco, nieta de los marqueses de Villafuerte y condes de Casa Saavedra, tuvo varios hijos, entre ellos Eugenia Rosas y la Puente, casada con el diplomático Melitón F. Porras; Victoria Rosas y la Puente, casada primero con Narciso de Aramburú y luego con el filósofo Alejandro O. Deústua, madre de Gonzalo N. de Arámburu; Mercedes Rosas y la Puente, casada Pedro José de Zavala y Panizo, nieto de los marqueses de Valleumbroso. Francisco Rosas de la Puente casado con Agripina D. Rainusso Conti, hija del inmigrante italiano Luigi G. Rainusso Stagno quien erigió el Molino de Santa Clara en Barrios Altos.

## Publicaciones
- «Importancia de la higiene pública» (1856)
- «Discurso sobre la fiebre amarilla» (1856)
- «Crónica médica de la capital» (1857)
- «Una hojeada sobre el estado higiénico de Lima» (1857)
- «Discurso sobre la difteria» (1859)
- «Angina ditérica tratada por el calomel» (1861)
- «Convalecencia de los tísicos» (1861)
- «Congestiones viscerales producidas por causa moral y terminadas por hemorragia que las curó» (1876)[2]